# 駐愛爾蘭外交機構列表

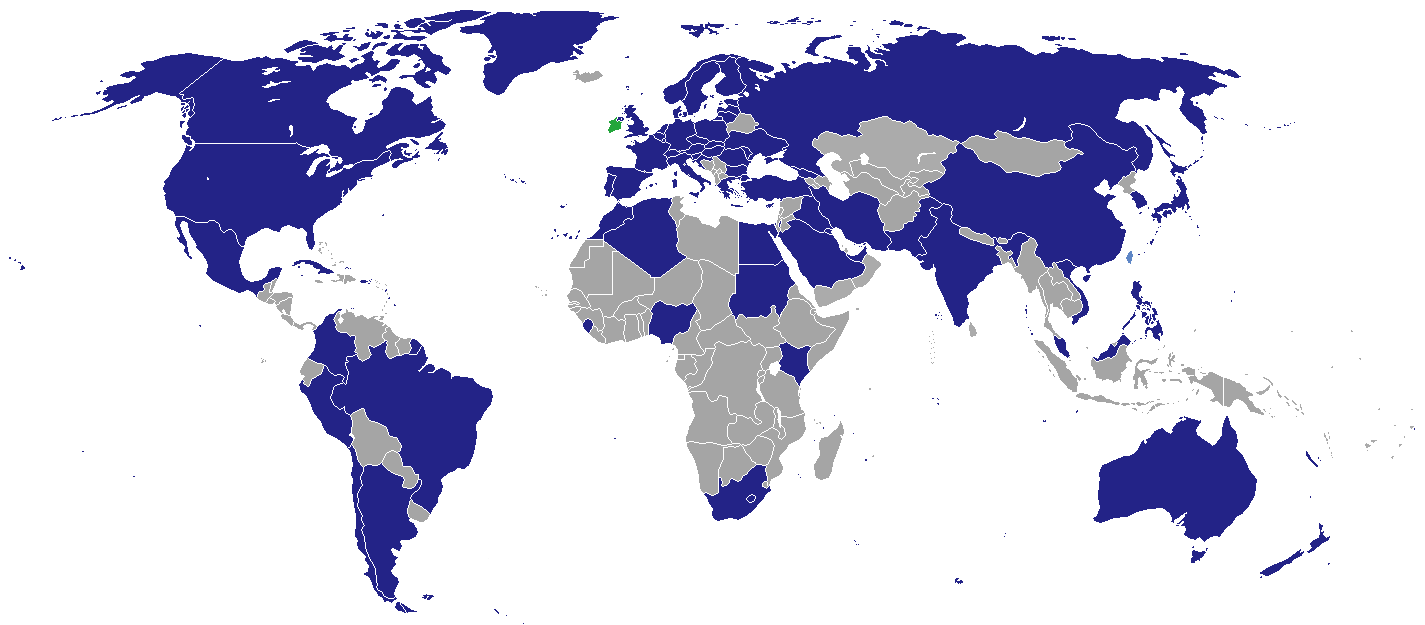
駐於愛爾蘭的外交使團

此條目列出了在愛爾蘭的大使館。目前有56個大使館駐於都柏林。

## 大使館

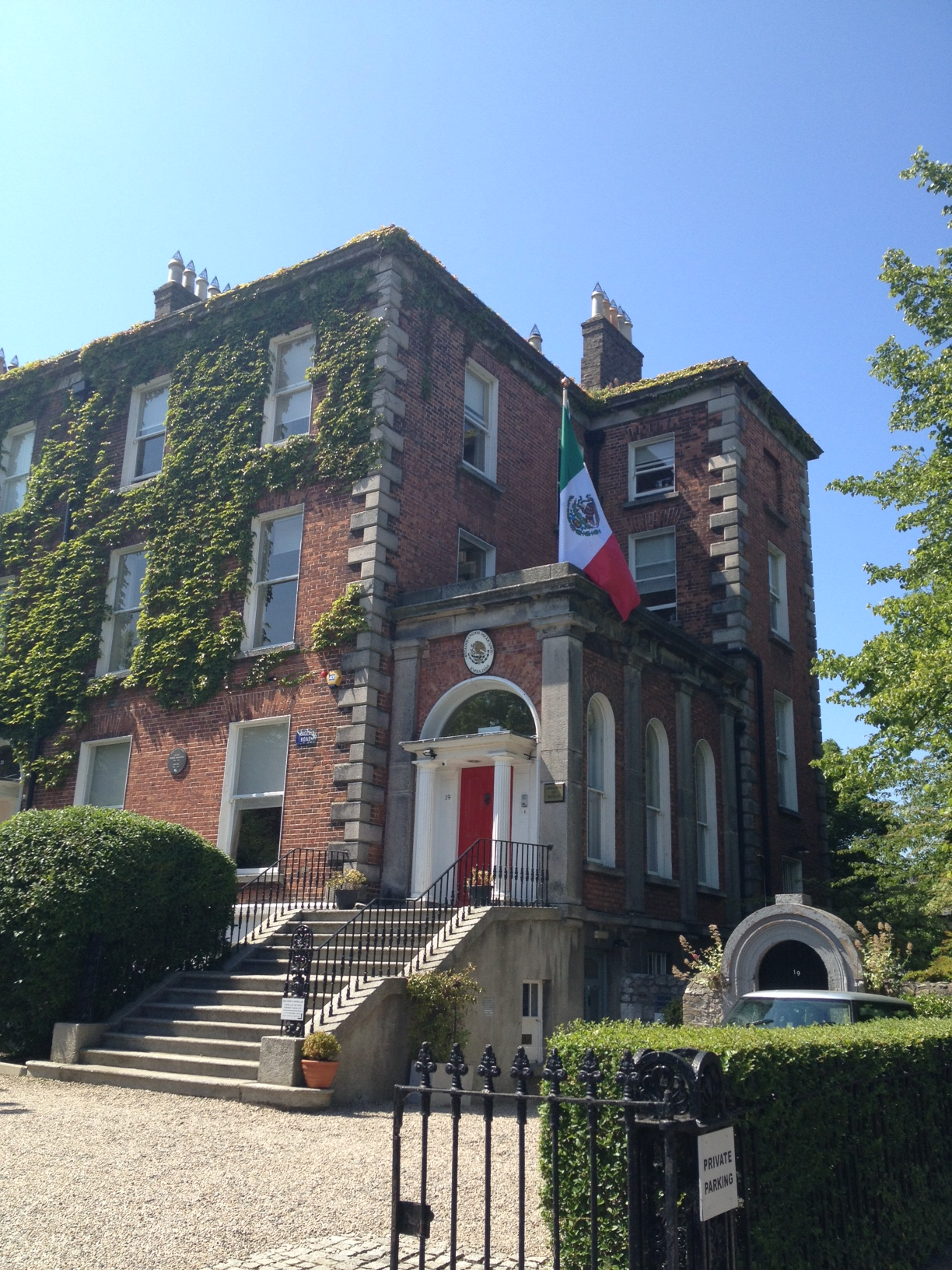
墨西哥駐愛爾蘭大使館

駐地大使館於都柏林的國家
| - 阿根廷 - 奥地利 - 比利时 - 巴西 - 保加利亚 - 加拿大 - 智利 - 中國 - 古巴 - 賽普勒斯 - 捷克 - 丹麦 - 埃及 - 爱沙尼亚 - 芬兰 - 法國 | - 德国 - 希腊 - 聖座 - 匈牙利 - 印度 - 伊朗 - 義大利 - 日本 - 拉脫維亞 - 賴索托 - 立陶宛 - 盧森堡 - 马来西亚 - 馬爾他 - 墨西哥 - 摩尔多瓦 - 摩洛哥 - 荷蘭 - 奈及利亞 | - 挪威 - 巴基斯坦 - 波蘭 - 葡萄牙 - 羅馬尼亞 - 俄羅斯 - 沙烏地阿拉伯 - 斯洛伐克 - 斯洛維尼亞 - 南非 - 西班牙 - 瑞士 - 土耳其 - 乌克兰 - 阿联酋 - 英国 - 美国 - 越南 |

## 代表處
- 中華民國 (駐愛爾蘭臺北代表處)
- 巴勒斯坦

## 兼轄大使館
駐地於倫敦除非另有註明
| - 阿尔巴尼亚 - 阿尔及利亚 - 安道尔 （老安道爾） - 安哥拉 - 亞美尼亞 - 巴林 - 白俄羅斯 - 玻利维亚 - 布吉納法索 （布魯塞爾） - 柬埔寨 - 哥伦比亚 - 薩爾瓦多 - 斐济 - 加彭 - 几内亚 | - 冰島 - 印度尼西亞 - 伊拉克 - 牙买加 - 约旦 - 科威特 - 黎巴嫩 - 利比里亚 - 利比亞 - 盧森堡 - 北馬其頓 - 模里西斯 - 摩尔多瓦 - 蒙古国 - 蒙特內哥羅 - 莫桑比克 - 纳米比亚 - 尼泊尔 - 新西兰 - 尼加拉瓜 - 阿曼 | - 秘魯 - 菲律賓 - 卢旺达 - 圣马力诺 （聖馬利諾） - 塞爾維亞 - 新加坡 - 斯里蘭卡 - 苏丹 - 瑞典 （斯德哥爾摩） - 叙利亚 - 坦桑尼亚 - 泰國 - 突尼西亞 - 乌干达 - 乌拉圭 - 委內瑞拉 - 尚比亞 - 辛巴威 |

## 外部連結
- Irish Ministry of Foreign Affairs （页面存档备份，存于）